# Йоан Спанос
Йоан Спанос (на гръцки: Ιωάννης Σπανός), известен като поп Янаки (Παπαγιαννάκης), е гръцки духовник, архимандрит, и революционер от Костурско, деец на Гръцката въоръжена пропаганда.

## Биография
Йоан Спанос е роден в костурската паланка Хрупища, тогава в Османската империя, днес Аргос Орестико, Гърция в семейството на шивач, отрасъл в Нигрита. Брат е на андартския капитан Наум Спанос и внук на революционера Стерьос Спанос. По произход е влах. Става духовник и получава архимандритски сан. Служи 52 години. Подкрепя активно гръцкото революционно движение в Костурско. За революционна дейност лежи в Битолския затвор.
След като Хрупища попада в Гърция в 1912 – 1913 година, Спанос става първият гръцки кмет на града. Името му носи главната улица на Хрупища.